# Les Veuves de La Havane
Pour plus de détails, voir Fiche technique et Distribution.
Les Veuves de La Havane (Havana Widows) est un film américain pré-Code réalisé par Ray Enright et sorti en 1933. 

## Synopsis
Mae Knight et Sadie Appleby, danseuses dans un spectacle burlesque de New York, reçoivent la visite d'une ancienne connaissance qui a reçu un dédommagement pour rupture de promesse de mariage. Prenant prétexte que la mère de Mae au Kansas est malade, ils font promettre à Herman Brody de leur prêter 1 500 $. Herman n'a pas l'argent, mais convainc son patron, Butch O'Neill, de le lui prêter. Malheureusement, Herman perd l'argent en jouant dans le casino de Butch. Le vendeur d'assurance Otis a besoin d'une vente supplémentaire pour obtenir un bonus de 5 000 $, il propose donc à Herman 1 500 $ pour acheter une police. Herman prend une assurance vie sur Mae, avec lui-même désigné en tant que bénéficiaire.

## Fiche technique
- Titre original : Havana Widows
- Réalisation : Ray Enright
- Scénario : Earl Baldwin
- Photographie : George Barnes
- Montage : Clarence Kolster
- Production : First National Pictures
- Distributeur : Warner Bros.
- Durée : 62 minutes
- Date de sortie :
  - États-Unis : 18 novembre 1933

## Distribution
- Joan Blondell : Mae Knight
- Glenda Farrell : Sadie Appleby
- Guy Kibbee : Deacon Jones
- Allen Jenkins : Herman Brody
- Lyle Talbot : Bob Jones
- Frank McHugh : Duffy
- Ruth Donnelly : Mrs. Emily Jones
- Hobart Cavanaugh : Mr. Otis
- Ralph Ince : G. W. "Butch" O'Neill
- Maude Eburne : Mrs. Ryan
- George Cooper : Paymaster Mullins
- Charles C. Wilson : Mr. Timberg

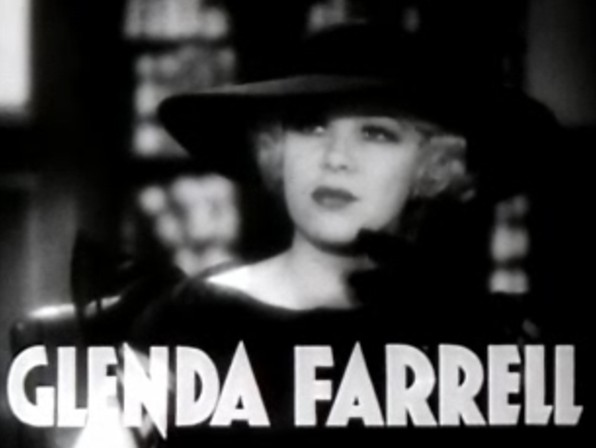
Glenda Farrell
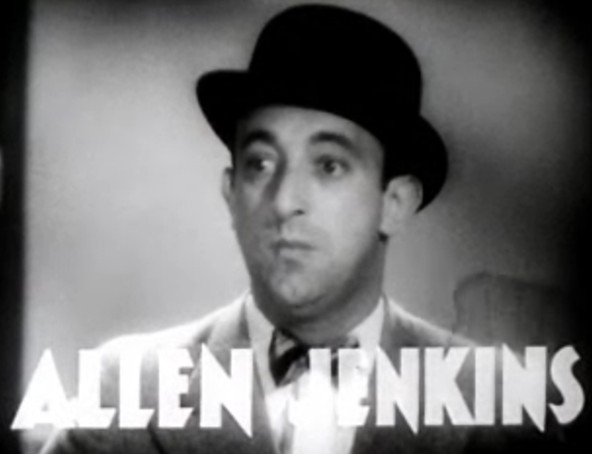
Allen Jenkins
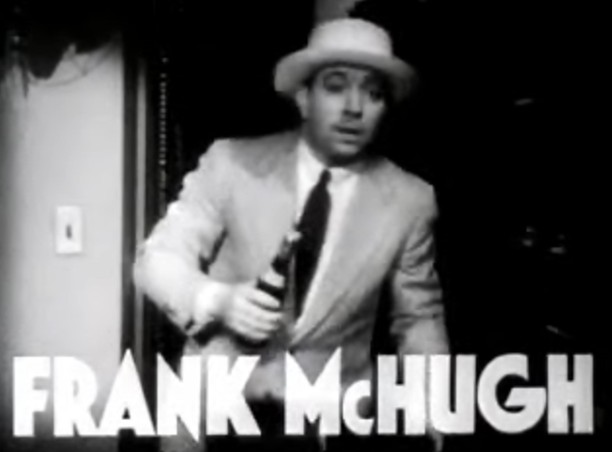
Frank McHugh
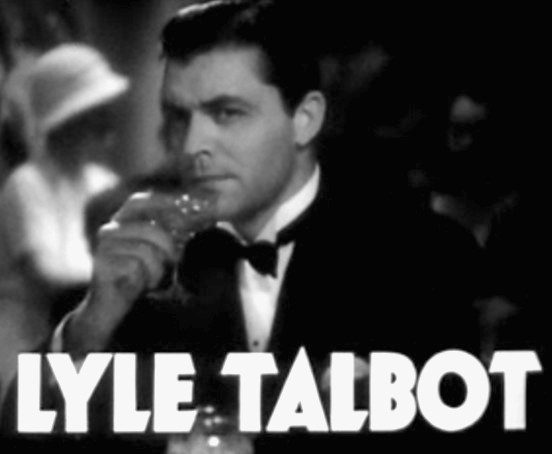
Lyle Talbot

## Réception
Le film a fait l'objet d'un boycott de la part du public Cubain pour avoir « ridiculisé et méprisé Cuba ».